# Rufus Ishimoto
Rufus Ishimoto (zm. 10 września 1622 na wzgórzu Nishizaka w Nagasaki) – błogosławiony Kościoła katolickiego, japoński męczennik, ofiara prześladowań antykatolickich w Japonii.

## Życiorys
Rufus Ishimoto należał do Bractwa Różańcowego.
W Japonii w okresie Edo (XVII w.) doszło do prześladowań chrześcijan. W dniu 17 sierpnia 1621 r. w domu Pawła Tanaka aresztowano misjonarza Józefa Negro Maroto, razem z właścicielem tego domu i osobami tam przebywającymi, wśród których był też Rufus Ishimoto. Został ścięty z powodu wiary 10 września 1622 na wzgórzu Nishizaka w Nagasaki. Tego dnia stracono tam również wielu innych chrześciajn.
Został beatyfikowany w grupie 205 męczenników japońskich przez Piusa IX w dniu 7 lipca 1867 (dokument datowany jest 7 maja 1867).
Dniem jego wspomnienia jest 10 września (w grupie 205 męczenników japońskich).